# Universidad De La Salle (Bogotá)
Die Universidad de La Salle ist eine im Jahr 1964 in Bogotá gegründete katholische Universität, benannt nach dem französischen Ordensgeistlichen Jean Baptiste de La Salle. Sie befindet sich im Stadtbezirk La Candelaria und wird geleitet durch die Brüder der christlichen Schulen (FSC), einem katholischen Männerorden. Die Hochschule wurde per Dekret am 11. August 1975 von der Regierung Kolumbiens staatlich anerkannt.

## Identität
Die Philosophie der Universität basiert auf Ausbildungsprojekten in der Hochschulbildung und bietet relevante Forschung, die soziale Auswirkungen projizieren mit dem Ziel, die Würde und die ganzheitliche Entwicklung der Person zu fördern, ebenso die Umwandlung der Gesellschaft durch Förderung der Kultur bzw. der Suche nach dem Sinn der Wahrheit.

## Mission und Lassalistisches Projekt
Die Aufgabe der Universidad De La Salle ist es ganzheitlich zu erziehen und Wissen zu generieren, das zur sozialen und produktiven Transformation des Landes beiträgt. Die Hochschule trägt somit aktiv zu einer „gerechten und friedlichen Gesellschaft durch die Ausbildung von professionellen Lehrkräften, die für ihr Wissen, ihre Werte, ihre Fähigkeit zur kollegialen Arbeit, sozialer Sensibilität und dem Gefühl der Zugehörigkeit zur Suche nach einer ganzheitlichen und nachhaltigen menschliche Entwicklung beitragen“.